# Grzegorz Suski
Grzegorz Suski – aktor teatralno-musicalowy, wokalista-śpiewak, tancerz, reżyser i kompozytor. Związany z Teatrem Muzycznym Roma w Warszawie.
Absolwent Studia Aktorskiego przy Teatrze Stu w Krakowie. Ma w dorobku role dramatyczne (Hamlet, Wariat i zakonnica – Teatr STU, Trzej muszkieterowie – Teatr na Woli), musicalowe (Metro – Teatr Dramatyczny w Warszawie i Studio Buffo, Pan Twardowski, Cyrano – Teatr Komedia w Warszawie) i kaskaderskie (w operach: Makbet – Teatr Wielki w Poznaniu, Halka, Cyrulik sewilski – Teatr Wielki w Warszawie).
Jako reżyser debiutował spektaklem Cudowny Naszyjnik w Teatrze STU (zagrał tu trzy role, był autorem muzyki i choreografii). Pedagog PWST w Krakowie. Reżyser Teatru Hybrydy w Warszawie. Szef Agencji "Carpe Diem" (widowiska plenerowe).
W Teatrze Muzycznym Roma gra Makiawela w musicalu Koty oraz Draba w Akademii pana Kleksa.